# Sjachmatnyj Bjoelleten
Sjachmatnyj Bjoelleten (Russisch: Шахматный бюллетень; Schaakbulletin) was een Russisch schaaktijdschrift
dat maandelijks verscheen in de periode 1955–1990. Het blad publiceerde ongeveer 2500 volledige partijen per jaar.
Joeri Averbach was een redacteur.